# Salvatore Bugnatelli
Salvatore Bugnatelli (Catania, 3 luglio 1943 – Anzio, 7 maggio 2018) è stato un regista, attore e autore televisivo italiano.

## Biografia

### Gli inizi
Inizia a recitare in teatro nel 1963 a Catania, sua città natale. Dopo essersi sposato in giovane età, si trasferisce a Roma dove lavora come generico a Cinecittà. La sua storia nel mondo del cinema inizia con la comparsa in una delle pellicole della serie Trinità di Bud Spencer e Terence Hill. Nel frattempo per mantenersi fa il rappresentante di biscotti. Dopo qualche comparsata in film di Demofilo Fidani, decide di passare dall'altra parte della macchina da presa; lavora come assistente volontario nel film Roma di Federico Fellini, e collabora con Luchino Visconti e Rino di Silvestro per Diario segreto da un carcere femminile.

### Regista
L'esordio come regista avviene nel 1973 con Papesatan papesatan aleppe. Costato soltanto 48 milioni e prodotto dalla Executive Videofilm, viene spesso indicato come uscito nel 1975. Il mistero sull'uscita lo ha svelato lo stesso Bugnatelli in un'intervista alla rivista cinematografica Nocturno; nella stessa racconta anche come nacque il suo secondo film, un remake istantaneo del primo dal titolo Scusi Eminenza... posso sposarmi?: «successe un fatto che mi fece venire un'idea strana. Siccome per Papesatan avevo girato tantissimo, una volta montato il film mi era avanzato molto materiale girato ma non montato. Allora richiamai gli attori e girai dei raccordi, in altri due giorni e con quel materiale e i nuovi raccordi montai il nuovo film».
Nel 1975 Bugnatelli gira Diabolicamente... Letizia, un erotico parapsicologico con parti horror sulla scia del successo de L'esorcista. Il film non è mai uscito in home video. Nel 1982 esce Mizzzzica... ma che è proibitissimo?, altro film dalla storia tormentata. Iniziato a girare nel 1979 e poi abbandonato per mancanza di fondi, si salvò quando Bugnatelli decise di girare i raccordi, con lui in sala montaggio, che cerca di montare la pellicola spiegando al pubblico come si gira un film hard.
A quel punto Bugnatelli mise in cantiere un altro film, Lei non sa chi sono io. Per lanciare il film Bugnatelli e l'attrice protagonista Paola Senatore organizzarono un finto scandalo: una lite in un ristorante di Roma, con lei che se ne va spogliandosi e lanciando l'abito in faccia al regista. L'insuccesso del film spinse Bugnatelli verso la televisione. Per anni ha lavorato come regista in RAI a programmi del Dipartimento Scuola Educazione, ed è stato il primo a portare in TV Alda D'Eusanio.
Parallelamente ha lavorato come montatore e realizzatore di film pornografici.

## Filmografia

### Regista
- Scusi Eminenza... posso sposarmi? (1974)
- Diabolicamente... Letizia (1975)
- Mizzzzica... ma che è proibitissimo? (1982)
- Lei non sa chi sono io (1984)
- Intimo profondo (1989)